# Amlach
Amlach je naselje v Občini Greifenburg v Okraju Špital ob Dravi  na Koroškem v Avstriji.